# Banfield, Buenos Aires
Banfield là một thành phố nằm trong và thuộc tỉnh Buenos Aires của Argentina. Thành phố Banfield có cự ly 14 km về phía nam trung tâm Buenos Aires, thành phố có diện tích km2, dân số theo ước tính năm 2009 là 223.898 người. Đây là thành phố lớn thứ tại Buenos Aires của Argentina, lớn thứ 22 quốc gia này. Đây là một thành phố thành phần của vùng đô thị Buenos Aires.